# Винтер, Троэльс
Троэльс Винтер (дат. Troels Vinther; род. 24 февраля 1987 в Силькеборге, Дания) — датский профессиональный шоссейный велогонщик, выступающий за континентальную команду «Riwal Platform». 

## Достижения
2006
3-й  Чемпионат Дании в групповой гонке
2009
1-й Этап 4 Тур де л’Авенир
1-й  Горная классификация Тур Дании
2-й  Чемпионат Дании U23 в групповой гонке
3-й Гран-при Кристал Энерджи
2010
1-й Этапы 1 & 3 Фестнингсриттет
2011
1-й Гран-при Хернинга
1-й Этап 1 Кольцо Арденн
2014
1-й Этап 2 Кольцо Арденн
2-й Стер ван Зволле
2-й Гран-при Виборга
2-й Гран-при Хернинга
3-й Тур Луара и Шера
1-й Этап 2
2017
2-й Тур Луара и Шера
2-й Скиве–Лёбет
3-й Гран-при Рингерике
2018
1-й Гран-при Хернинга